# Zsirai Miklós
Zsirai Miklós (Mihályi, 1892. október 10. – Budapest, 1955. szeptember 9.) Kossuth-díjas magyar nyelvész, egyetemi tanár, a Magyar Tudományos Akadémia rendes tagja. Kutatási területe a finnugor nyelvészet. 

## Életpályája
Szeretem nyelvemet, ezt a minden előttem élt magyarnak lelkével átitatott drága örökséget, ezt a minden utánam élő magyarra átszármaztatandó szent muzsikát.
Középiskolai tanulmányait a  soporoni evangélikus líceumban végezte, egyetemi tanulmányait a Magyar Királyi Pázmány Péter Tudományegyetemen és az Eötvös Kollégiumban 1912 és 1921 között  magyar, latin és görög szakon. 1915 és 1920 között katonaként orosz hadifogságba esett, s hadifogolyként öt és fél évet töltött túlnyomórészt Szibéria tobolszki hadifogoly táborában, ahol az orosz mellett megismerkedett a zürjén nyelvvel is. Hazatérte után egyetemi tanulmányait a finnugrisztikára és a szlavisztikára összpontosította. Finnországi útjai alkalmával, legkorábban még egyetemistaként, tanárai a helsinki egyetemen a korszak legjelesebb finnugristái,  E. N. Setälä, Y. Wichmann, J. A. Kannisto és Yrjö Toivonen voltak. Tanulmányai végeztével a Magyar Tudományos Akadémia főtitkári irodájának vezetője lett. 1924-től 1932-ig az Eötvös Kollégium, 1929-től Szinnyei József örökébe lépve a budapesti egyetem Finnugor Összehasonlító Nyelvészeti Tanszékének tanára, majd professzora. A Magyar Nyelvtudományi Társaságban, Horger Antal munkáját folytatva, harminc éven keresztül viselt különféle tisztségeket. 
Az 1947 és 1949 között az ELTE Bölcsészettudományi Karának dékánja volt, 1941 és 1949 között pedig ügyvezető alelnöke a Középiskolai Tanárvizsgáló Bizottságnak, valamint tagja a Szent-Györgyi Albert vezette  Országos Közoktatási Tanács  igazgatóságának is. 
1932-ben lett a Magyar Tudományos Akadémia levelező, 1945-ben rendes tagja.

### Tevékenysége
Kutatói pályájának kezdetét etimológiai vizsgálatai jellemzték, jóllehet finnországi tanulmányai során eszközfonetikai kísérleteket is végzett. Szóeredet magyarázataira, így a feleség, az orom, a leány, a magyar szavakra kidolgozott etimológiáira a szélesebb művelődéstörténeti összefüggéseket is figyelembe vevő komplex elemzések a jellemzők. Az előbbi két munkájáért részesült két ízben is a Sámuel–Kölber-jutalomban. A merja népnévről (1934), de különösen a Jugria elnevezésről írt munkájában, mely előbb részletekben, majd a Finnugor Népnevek sorozat első füzeteként jelent meg (1930), történeti forrásokat is felhasználva tárgyalta e nevek, illetve népek eredetét. Ennek különös jelentőségét az adja, hogy ebben az időszakban a finnugorság történetére vonatkozó kutatások szinte teljes mértékben hiányoztak. A történeti, őstörténeti érdeklődés és vizsgálódás egész tudósi pályáját végig kísérte, így A magyarság őstörténete című kötetben (1943, 1986) A magyarság eredete című fejezetben a nyelvtörténet, az összehasonlító nyelvészet, a nyelvészeti paleontológia aspektusából ad képet a kérdésről.
Grammatikai leírásainak középpontjában főként az obi-ugor nyelvek álltak; Az obi-ugor igekötők című munkája (1933) egyben akadémiai székfoglalója is volt. 
Zsirai a Reguly-Könyvtár megindításával kulcsszerepet játszott Reguly Antal és  Pápay József osztják (hanti) hagyatékának közzétételében is; életében az I. (1944) és a II. kötet (1951) jelent meg. 
Életének fő műve, nemzetközi összefüggésben máig is egyedülálló vállalkozása a Finnugor rokonságunk (1937). E nagyszabású (két térképpel és 219 fényképpel, rajzokkal illusztrált) enciklopedikus jellegű munka e népek történelmének, irodalmának, néprajzának ismertetése mellett bemutatja a tudományág legjelentősebb művelőit is. Legnagyobb érdeme azonban kétségtelenül az a tárgyalásmód, amellyel akár az érdeklődő nagyközönség számára is közérthetővé teszi a történeti összehasonlító módszer lényegét, működését. A finnugorság ismertetése című tankönyvében (1952., 1953) hasonlóképpen világosan, de tömören írja le az alapvető vonásokat. 
Tudománytörténeti munkásságának keretében számos hosszabb-rövidebb dolgozatában emlékezett meg magyar nyelvészekről és főként finnországi finnugrista kutatókról. A modern nyelvtudomány magyar úttörői című (és folytatás nélkül maradt) sorozat első számaként (1952) Sajnovics Jánosról és Gyarmathi Sámuelről adott átfogó képet. 
Igen jelentős tudománynépszerűsítő munkájának egyik fő célja a magyarság őstörténetének, a magyar nyelv eredetének közérthető ismertetése volt, de e mellett mindig tárgyilagosan, ugyanakkor kérlelhetetlenül világított rá a tarthatatlan magyarázatokra is, például a Nem mind bíró, kinek pálca van a kezében! című írásában vagy az Őstörténeti csodabogarak című fejezetben.
Feladatának tartotta, hogy különféle fórumokon segítse a nyelvművelést is, így 1932 és 1933 között Nagy J. Bélával, majd 1934-től 1936-ig egyedül szerkesztette az MTA Nyelvművelő Bizottságától kiadott Magyarosan folyóiratot. Az 1950-es évek elejétől a Nyelv és rádió című műsorban tartott nyelvművelő előadásokat.
Zsirai Miklós nemcsak életművével, hanem nagy formátumú egyetemi tanárként és nagy hatású előadóként is egyike volt azoknak, akik kivételesen sokat tettek azért, hogy a tudomány eredményeit a társadalom számára világos és közérthető módon ismertté tegyék. 

### Szerkesztés
- Magyarosan, társszerkesztő, szerkesztő (1932–1936)
- Nyelvtudományi Közlemények, szerkesztő (1935–1953)

### Publikációs listája
- Zsirai Miklós írásainak bibliográfiája (10–13. old.)
- Publikációs listája az MTMT-ben

### Szakmai szervezeti tagságok (fontosabbak)
- Magyar Nyelvtudományi Társaság, különféle tisztségekben (1922–1952)
- Société Finno-Ougrienne (Helsinki), külső tag (1930–1955)
- Észt Irodalmi Társaság (Tartu), tag (1938–1955)
- MTA Nyelvtudományi Bizottság, előadó (1939–1949)
- Észt Tudós Társaság (Tartu), tag (1939–1955)
- Finn-Magyar Társaság (Helsinki), tiszteleti tag (1939–1955)
- Kalevala Társaság (Helsinki), tag (1941–1955)

### Tevékenysége a Magyar Nyelvtudományi Társaságban
1913-ban Gombocz Zoltán javaslatára a Magyar Nyelvtudományi Társaság tagja lett. Ekkor másodéves volt az Eötvös József Collegiumban, de már jelentek meg írásai a Magyar Nyelv folyóiratban.
1922-ben tanárát, Horger Antalt, váltotta a jegyzői poszton. 1937-től alelnöke, 1944-től pedig elnöke lett a Társaságnak. Elnökségének idején a Társaság fennmaradásáért kellett küzdenie, eközben eljárt zsidó származású nyelvtudósok mentesítése érdekében is. A második világháború bejezése után a Társaság súlyos anyagi gondjaival kellett szembesülnie, valamint azzal a ténnyel, hogy a Társaságról a vezetőség kizárásával születtek döntések. Ezért 1952-ben lemondott elnöki tisztségéről, de haláláig alelnöke maradt a Társaságnak.

### Díjai, elismerései
- Sámuel-díj (1923)
- Sámuel-Kölber-jutalom (1928)
- MTA nagyjutalom a Finnugor rokonságunk című könyvéért (1939)
- Finn Oroszlán Lovagrend, Nagymesteri fokozat (1943)
- Kossuth-díj (1949)
- Magyar Népköztársasági Érdemrend IV. fokozata (1950)
- Mihályi Község Díszpolgára (posztumusz) (1998)
- Több magas finn és észt tudományos és állami kitüntetést kapott.

## Főbb művei
- Feleség. Magyar Nyelv 22(1926):173–188.
- Orom. Magyar Nyelv 23(1927): 310–320.
- Jugria. Finnugor népnevek 1. Budapest. 1930.
- Az obi-ugor igekötők. Értekezések a Nyelv- és Széptudományok Köréből 25/3. Budapest: Magyar Tudományos Akadémia. 1933.
- Merja. Adalékok egy kihalt finnugor nép ismeretéhez. In Berzeviczy Emlékkönyv. Budapest: Franklin-Társulat. 1934. 250–259.
- Finnugor rokonságunk. Budapest: Magyar Tudományos Akadémia. 1937. (1994, Zaicz Gábor jegyzeteivel)
- Nyelvünk alkata. In Mi a magyar? Szerk. Szekfű Gyula. Budapest: Magyar Szemle Társaság. 1939. 193–216.
- Őstörténeti csodabogarak. In A magyarság őstörténete. Szerk. Ligeti Lajos. Budapest: Akadémiai Kiadó. 1943., 1986. 266–289.
- Osztják hősénekek.Reguly-Könyvtár I.–II. Szerkesztő Zsirai Miklós. Budapest: Akadémiai Kiadó. 1943, 1951.
- Alapszó-besugárzás a szóképzésben. Magyar Nyelv 41(1945): 1–11.
- A magyar népnév eredete. Nyelvtudományi Közlemények 1951: 64–74.
- A modern nyelvtudomány magyar úttörői I. Budapest: Akadémiai Kiadó. 1952.
- A finnugorság ismertetése. Egyetemi Magyar Nyelvészeti Füzetek. Budapest: Tankönyvkiadó. 1952, 1953.
- Őstörténeti csodabogarak (1943, 1986)

## Emlékezete
- Utcanév és két emléktábla Budapesten, és Mihályiban.
- A Magyar Nyelvtudományi Társaság Zsirai Miklós díja (1998 óta).
- 2005-ig Zsirai Miklós Általános Iskola (1035 Budapest, Vihar utca 31.).